# Fusible de alta capacidad de ruptura

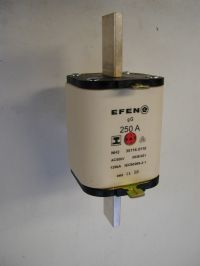
Fusible NH de 250 A, según se indica en el etiquetado.

El fusible de alta capacidad de ruptura es un fusible, más comúnmente conocido como fusible NH (el nombre proviene de sus siglas del alemán, Niederspannungs-Hochleistungs-Sicherungen, o NH-Sicherungen), y se caracteriza por tener una alta capacidad de ruptura o de corte frente a las corrientes de cortocircuito. Su habilidad consiste en interrumpir la corriente de cortocircuito en un brevísimo lapso (0,5 ms) con lo cual se minimizan los efectos de estas corrientes. La capacidad de limitación de la corriente de cortocircuito suele ser menor y está acorde con la corriente nominal del cartucho fusible.
La fabricación de estos cartuchos fusible se realiza por tamaños. Estos van asociados con las corrientes nominales de los mismos, como se detalla a continuación:
| Tamaño del fusible | Corriente inicial a máxima [A] |
| ------------------ | ------------------------------ |
| Tamaño 0           | 6 A a 160 A                    |
| Tamaño 1           | 35 A a 250 A                   |
| Tamaño 2           | 315 A a 400 A                  |
| Tamaño 3           | 425 A a 630 A                  |
| Tamaño 4           | 800 A a 1250 A                 |

- Datos: Q10546697
- Multimedia: Knife fuses / Q10546697